# Contrato unilateral
El contrato unilateral es aquel que genera obligaciones solo para una de las partes en el contrato; se contrapone, por lo tanto, al contrato bilateral (también llamado sinalagmático).
El ejemplo más clásico es el contrato de donación, en el que una persona se obliga a entregar a otra la propiedad de un bien o derecho sin recibir nada en contraprestación. Otros ejemplos de contratos unilaterales son el mutuo (o préstamo de consumo), el comodato (o préstamo de uso), el depósito, la prenda y la fianza. En todos ellos, existe sólo un deudor. Deben, tanto el mutuario, el comodatario y el depositario, la restitución de la cosa que se les ha entregado. Mediante el contrato de prenda, el deudor pignoraticio debe entregar al acreedor pignoraticio la cosa mueble que empeña. Dicho desplazamiento de la posesión del bien al acreedor es para la seguridad del crédito del acreedor; ya que la prenda es, además de un contrato, también un derecho real de garantía. Por último, el fiador no tiene, salvo pacto expreso en contrario, derecho a retribución alguna por garantizar con su propio patrimonio una obligación ajena.
Normalmente se entiende que la causa de este tipo de contratos es la liberalidad de la persona que se obliga unilateralmente frente a la otra. No obstante, en la generalidad de las legislaciones del Código Civil, todo contrato unilateral admite la onerosidad. Aún más, casi todos ellos pueden, eventualmente, generar obligaciones correlativas para el acreedor.